# Benediktinski samostan sv. Ivana Krstitelja i sv. Antuna Opata u Hvaru
Samostan sv. Ivana Krstitelja i sv. Antuna Opata u Hvaru jedan je od svega osam sačuvanih (od početnih oko 50) ženskih benediktinskih samostana na prostoru Hrvatske. Nalazi se na otoku Hvaru, u gradu Hvaru.

## Opis
Samostan je pravno utemeljen 1530. godine. Druga gradnja započela je oko 1590. godine u kući Golubinić između crkvi sv. Ivana i sv. Duha pod titularom sv. Ivana. Godine 1591. Julija Lucić ostavlja veliki sklop Lucićevih u Grodi za podizanje samostana, što memorira obiteljski grb na nadvratniku portala samostanske crkve. Na tom mjestu pod titularom sv. Antuna započele su gradnje i pregradnje 1622. godine. Prve benediktinke su došle s Paga 1664. godine samostan se započeo širiti kupovinom kuća već na samom početku 17. stoljeća. Katastar Franje I. pokazuje da je samostan u prvoj polovini 19. stoljeća zahvaćao dva gradska bloka s dvije ulice između njih.

## Osnutak samostana
Kako na prostoru jadranske obale gotovo da nije bilo grada bez ženskog samostana, hvarsko je vijeće 1534. godine zamolilo papu da dopusti gradnju samostana sv. Antuna Opata. Samostan je bio zamišljen kao ženski benediktinski samostan u koji bi ulazile isključivo kćeri lokalnih hvarskih plemića.:str. 410. Tadašnji papa Pavao III. ubrzo je udovoljio molbi te je gradnja počela nekoliko godina kasnije. Gradnja je, nedugo nakon što je počela, stala i nije se nastavila sve do 1567. godine. U konačnici je nedugo nakon ponovnog početka gradnje ona obustavljena, a razlog je bila lokacija. Naime, samostan se nalazio na osami izvan gradskih zidina što se protivilo kanonskim propisima, a probleme je stvarala i tadašnja vlast Venecije nad otokom Hvarom.:str. 411.
Cijela ideja tako je ostala na čekanju sve do početka 17. st. kada se ukazala prilika za otvaranje samostana u već postojećem objektu. Novi samostan je, kako je originalno bilo zamišljeno, trebao biti samo za plemkinje, ali se javila ideja otvaranja samostana i za obične pučanke.:str. 411. Hvarska općina poslala je vlastelina Marina Gazarovića u Mletke da se dogovori oko pojedinosti otvaranja dva benediktinska samostana.
Takvu ideju omogućile su dvije stvari. Veliki hrvatski i hvarski renesansni pjesnik i dramatičar Hanibal Lucić imao je veliku palaču u gradu Hvaru, koju je naslijedio njegov sin Antun. Nakon Antunove smrti palača prelazi u ruke njegove udovice Julije koja u oporuci 1592. godine ostavlja palaču benediktinkama. Taj je trebao biti posvećen sv. Antunu Pustinjaku i namijenjen hvarskim plemkinjama. Drugi samostan trebao je biti izgrađen na mjestu kuće hvarskog vlastelina i kanonika Nikole Golubinića, pomoću novca koje je ostavio nakon smrti 1590. godine. Ovaj samostan bio bi pod zaštitom sv. Ivana Krstitelja te bi udomio hvarske pučanke.:str. 412.-413.
U konačnici je otvoren samo jedan samostan, onaj u Lucićevoj palači, a za zaštitnika su uzeti i sv. Ivan Krstitelj i sv. Antun Pustinjak. Samostan je otvoren 1664. godine, nakon više desetljeća borbi, ponajviše onih financijskih zbog mnogobrojnih ratova s Osmanlijama.

## Povijest samostana i benediktinki
O samoj povijesti samostana ne zna se mnogo. Život je u samostanu započeo dolaskom dvije benediktinke, prema jednima s Paga, a prema drugima iz samostana sv. Andrije na Rabu. Jedna od tih prvih redovnica, Vinka Biličić, postala je prva opatica zajednice od 12 koludrica. Sve su koludrice, osim spomenute dvije, bile rodom s otoka Hvara te je dogovoreno da će dvije trećine biti plemkinje, a jedna trećina obične pučanke. 
S vremenom broj benediktinki pada. Znamo da je u vrijeme Napoleona samostan imao svega tri redovnice, a početkom 19. st. samo jednu redovnicu. Usprkos svemu samostan se nije zatvorio te postoji do danas, što je čudo s obzirom na to da je u jednom trenutku zajednica svedena na jednog jedinog člana.:str. 413. Do kraja 18. st. u samostanu su živjele uglavnom Hvaranke, a najviše je opatica dala obitelj Hektorović. Danas samostan ima trinaest redovnica.
Od istaknutih opatica ističe se Terezija Obuljen koja je vodila hvarsku opatiju od 1863. do 1917. godine. U njeno vrijeme uvodi se potpuni zajednički život samostana s ostatkom klera  (lat. vita communis), a poznato je da je pomagala obnovu samostana sv. Andrije u Rabu.
Samostan je imao ključnu ulogu za razvoj pismenosti lokalnog stanovništva. Godine 1836., na zamolbu hvarske komune, opatice otvaraju žensku pučku školu koja je uspješno radila sve do 1886. godine kada je osnovana državna pučka škola.:str. 413.
Samostanski kompleks sastoji se od samog samostana u kojem žive opatice i manje crkve. Crkva je izgrađena u 17. st., a kasnije je dograđivana u 18. st. Zgrada samostana potpuno je restaurirana i djelomično proširena 1902. godine. Najnovije obnove samostana dogodile su se u posljednjih desetak godina, a važno je istaknuti da danas u sklopu samostana postoji i muzej Hanibala Lucića, otvoren 1986. godine.
Samostanska zbirka sadržava mnoge vrijedne slike, uglavnom slikane temperama na drvu. Najstarija slika je Poklonstvo kraljeva iz 15./16. st.,a ističe se i nekoliko radova iz 17. i 18 st. Slika Uzašašće Marijino datira iz 18. st. i naslikana je uljem na bakru. U zbirci se čuva i drvena polikromirana skulptura Sv. Ivana Krstitelja iz 17. st. te Sv. Antuna Padovanskog i Gospe Snježne iz 18. st. Sačuvano je i mnogobrojno crkveno srebreno posuđe te različiti relikvijari, uglavnom datirani u 17. i 18. stoljeće, a djelo su venecijanskih i dubrovačkih majstora. Radovi od svile i crkveno ruho također čine vrijedan dio zbirke.

## Posebnost samostana – hvarska čipka od niti agave
Najveća posebnost ovog samostana je svjetski poznata hvarska čipka od niti agave koju redovnice izrađuju već više od 120 godina, a tradiciju prenose usmeno s generacije na generaciju. Posao je mukotrpan i težak, ali je ova čipka prepoznata i izvan Hrvatske, što najbolje govori činjenica da se nalazi i na listi kulturne baštine UNESCO-a. Zanimljivo je spomenuti da su hvarsku čipku na poklon dobili papa Ivan Pavao II. i papa Franjo, a papi Benediktu XVI. darovan je papinski grb ispleten od niti agave.               

## Zaštita
Pod oznakom Z-5085 zaveden je kao nepokretno kulturno dobro - pojedinačno, pravna statusa zaštićena kulturnog dobra, klasificirano kao "sakralno-profana graditeljska baština".